# Synagoga Nowomiejska w Dębicy
Synagoga Nowomiejska w Dębicy – synagoga znajdująca się w Dębicy przy ulicy Krakowskiej 3, na zachód od Rynku.

## Historia
Synagoga została zbudowana w drugiej połowie XVIII wieku na miejscu starej synagogi przez gminę żydowską z Nowej Dębicy. Podczas II wojny światowej hitlerowcy spalili wnętrze synagogi. Po wojnie w synagodze mieściły się magazyny zboża PZGS. W 1954 roku decyzją Miejskiej Rady Narodowej w Dębicy budynek synagogi gruntownie wyremontowano i przeznaczono na obiekt handlowy.
Podczas remontu użyto materiału rozbiórkowego z synagogi Staromiejskiej, białą farbą zamalowano cenne polichromie i usunięto liczne rzeźby, co spowodowało liczne protesty lokalnych kongregacji i społeczeństw żydowskich, które już wcześniej nie zgadzały się na remont budynku i zostawienie w nim magazynów.
W 1994 roku Rada Miasta podjęła uchwałę o przeznaczeniu synagogi na muzeum, gdzie również znajdowałaby się ekspozycja poświęcona dębickim Żydom. Wówczas budynek gruntownie wyremontowano, za co władzom lokalnym podziękował Kneset.
W 1995 roku na mocy ustawy z 1997 roku o restytucji mienia żydowskiego synagogę odzyskała Gmina Wyznaniowa Żydowska w Krakowie, za zgodą której dalej prowadzona była działalność handlowa w synagodze, co spowodowało wiele kontrowersji ze strony zagranicznych Żydów i władz miasta, które zaproponowały by urządzić w budynku muzeum i galerię sztuki. Handlu w synagodze zaprzestano w roku 2017.

## Architektura
Murowany budynek synagogi wzniesiono na planie prostokąta w stylu późnobarokowym. We wschodniej części znajdowała się sala modlitw, zaś w zachodniej obszerny przedsionek, nad którym znajdował się babiniec. Od południa była otoczona przybudówkami.
Główna sala modlitewna o wymiarach 16 na 30 metrów, trójnawowa, z przykrytym płaskim stropem, dawniej ze sklepieniem żaglastym we wszystkich przęsłach. Listwowe obramienia ścian i półkoliście zamknięte okna są jedynymi ozdobnymi akcentami starej budowli.
Wnętrze pozbawione jest wszelkich śladów pierwotnego wyposażenia. Dawną salę modlitewną dzielą cztery masywne, wieloboczne filary tworząc dziewięć pól, na których obecnie znajdują się stoiska handlowe. Synagoga pod tynkiem posiada polichromię.